# Jang Bahadur Rana

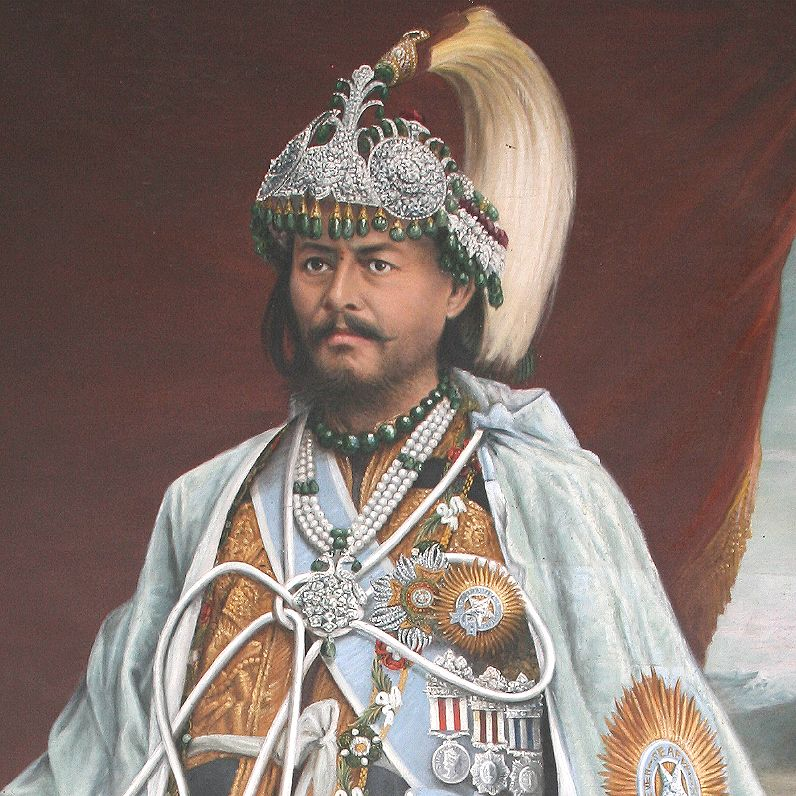
Jang Bahadur Rana

Jang Bahadur Rana (geboren am 18. Juni 1817 als Bir Narsingh Kanwar (वीर नरसिंह कुँवर); (anhörenⓘ) gestorben am 25. Februar 1877 nahe dem Bagmati) war Premierminister des Königreichs Gorkha (heutiges Nepal). Unter seiner langjährigen Regierung wurden erhebliche Reformen im Königreich angestoßen, während der König weiter an Macht verlor. Als Begründer der Rana-Dynastie, die von 1846 bis 1951 die autoritären Premierminister von Gorkha stellte, wird seine Rolle auch kritisch betrachtet.

## Leben
Bir Narsingh Kanwar (auch Kunwar) gehörte der Kaste der Chhetri an, seine Mutter Ganesh Kumari war bei Hof einflussreich: Sein Großvater mütterlicherseits war ein Bruder des Premierministers Bhimsen Thapa (1775–1839), sein Onkel mütterlicherseits war Premierminister Mathabarsingh Thapa (1798–1845). Sein Vater Bal Narsingh Kanwar wurde 1806 für die Rächung des Königsmords an Rana Bahadur Shah mit dem Titel eines Kaji geehrt und war von 1828 bis 1837 auf verschiedenen Gouverneursposten eingesetzt. All diese Beziehungen verliehen auch Bir Narsingh Kanwar früh Einfluss und Privilegien.
Er wurde bekannt unter dem Namen Junga bzw. Jan(ga) Bahadur; Bahadur hat die Bedeutung eines Herrschertitels. Varianten des Namens schließen auch seinen früheren Familiennamen mit ein: Jan Bahadur Kanwar. Er gelangte im Mai 1845 durch Intrigen an die Macht, wobei neben seiner Herkunft auch die Gunst verschiedener Gemahlinnen des Königs eine Rolle spielte. Er tötete am 17. Mai 1845 seinen Onkel, den Premierminister Mathabarsingh Thapa, und nahm dessen Platz ein, was in Nepal nicht unüblich war. Er festigte in der Folgezeit seine Herrschaft. Berüchtigt wurde er durch ein Massaker im Kriegsratsgebäude (Kot) an mehr als 30 Mitgliedern der Pandi-Familie, das am 14. September 1846 stattfand: Die einflussreiche Partei der Pandis war verantwortlich für den Sturz und Tod seines Großvaters Bhimsen Thapa gewesen und hatte sich erneut gegen ihn und seine Familie gestellt. Er installierte 1847 einen ihm gewogenen König und besetzte wichtige Posten der Regierung mit seinen Brüdern, Verwandten und Günstlingen.

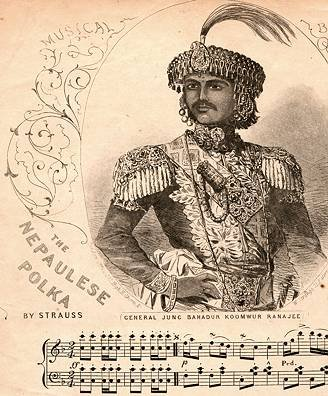
Erinnerung an den Besuch des Maharadscha Jang Bahadur in London 1850

Von April 1850 bis Februar 1851 unternahm Maharadscha Jang Bahadur eine Europareise, die ihn durch die britischen Kolonien in Indien, Ägypten bis London führte; dabei machte er aber auch in Frankreich Station. Damit war er bis zu diesem Zeitpunkt das erste Regierungsoberhaupt des indischen Subkontinents, das während seiner Amtszeit Europa besucht hatte. In der Heimat vertrat ihn sein Bruder Bam Kanwar. Nach dieser Reise unternahm er Reformbemühungen in Nepal, die insbesondere die Bürokratie und die Gerichtsbarkeit betrafen. Traditionelle Kräfte verurteilten ihn aufgrund seiner Europareise und bemühten sich, ihn deswegen aus seiner Kaste zu verstoßen. Zur Sicherung der eigenen Herrschaft exilierte Jang Bahadur in der Folgezeit verschiedene Verschwörer gegen ihn und verzichtete somit auf die althergebrachten Strafen wie Blendung und Enthauptung. Zur Sicherung der eigenen Unabhängigkeit wurde die nominelle Kooperation mit Großbritannien intensiviert, wie etwa durch die Gurkha-Truppen, die Nepal seit 1816 stellte. Gegenüber den Kolonialnationen schottete Jang Bahadur sein Land aber weiterhin ab, und auch britische Gesandte durften nur unter ständiger Aufsicht das Land betreten. Insbesondere Fotografien, Vermessungen und das Anfertigen von Karten wurden grundsätzlich untersagt und nur in Ausnahmefällen vom Herrscher selbst genehmigt.
Ausgelöst durch eine Misshandlung der nepalesischen Gesandtschaft in Tibet und in Folge des geschwächten Einflusses durch China infolge des Taiping-Aufstands, griff Nepal 1855/56 im Nepalesisch-Tibetanischen Krieg Tibet an und erreichte nach dem Sieg im März 1856 die Zahlung von Tributen und die Errichtung von Freihandelsstationen und einer Gesandtschaft. Im Gegenzug verzichtete Nepal auf die besetzten Gebiete, die logistisch allerdings auch nicht zu halten gewesen wären.
Von August 1856 bis Mai 1857 führte Bam Kanwar das Amt des Premierministers, nach dessen Tod übernahm erneut Jang Bahadur die Macht. 1858 wurde ihm durch den König der Titel des Rana verliehen. Der Lebensstil des unbeschränkt herrschenden Premierministers von Nepal entsprach bis zu seinem Lebensende dem eines indischen Radschas, mit dem Unterschied, dass die indischen Fürsten zu dieser Zeit bereits abhängig von Großbritannien waren. Die agrarische Wirtschaft Nepals litt unter diesen Bedingungen, da die meisten Luxusgüter bei Hofe importiert werden mussten und nur wenige Waren exportiert wurden. Jang Bahadur war dreizehnmal (zumeist mit hochrangigen nepalesischen und indischen Fürstentöchtern) verheiratet und hatte dreizehn Söhne sowie mehrere Töchter. Von zwei seiner Frauen ist bekannt, dass sie 18-jährig am Kindbettfieber starben.
Als einziger nepalesischer Machthaber im 19. Jahrhundert starb Jang Bahadur 1877 eines natürlichen Todes, während eines Jagdausflugs am Bagmati-Fluss südlich von Kathmandu. Drei seiner Ehefrauen begingen bei seiner Feuerbestattung Sati. Keiner seiner Söhne erbte das Amt als Premierminister, welches stattdessen unter seinen Brüdern und Neffen weitergegeben wurde.

## Ehrungen (Auswahl)
- Knight Grand Cross des Order of the Bath (1858)
- Knight Grand Commander des Order of the Star of India (1873)